# Tufton Warren
Tufton Warren – osada w Anglii, w hrabstwie Hampshire. Leży 16 km na północ od miasta Winchester i 91 km na zachód od Londynu.